# Herpetogramma
Herpetogramma är ett släkte av fjärilar som beskrevs av Lederer 1863. Herpetogramma ingår i familjen Crambidae.

## Bildgalleri

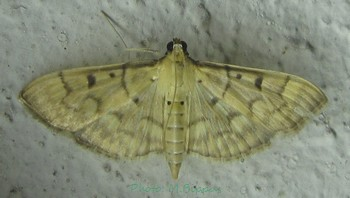

## Dottertaxa tillHerpetogramma, i alfabetisk ordning[1][2]
- Herpetogramma abdominalis
- Herpetogramma abstrusalis
- Herpetogramma additalis
- Herpetogramma admensalis
- Herpetogramma aeglealis
- Herpetogramma agavealis
- Herpetogramma albipennis
- Herpetogramma andamanalis
- Herpetogramma bermudalis
- Herpetogramma bipunctalis
- Herpetogramma cellatalis
- Herpetogramma centrostrigalis
- Herpetogramma cleoropa
- Herpetogramma cosisalis
- Herpetogramma deformis
- Herpetogramma descripta
- Herpetogramma detritalis
- Herpetogramma dilatatipes
- Herpetogramma erebina
- Herpetogramma feudalis
- Herpetogramma fissalis
- Herpetogramma fuliginalis
- Herpetogramma fumidalis
- Herpetogramma fuscescens
- Herpetogramma gentilis
- Herpetogramma gulosalis
- Herpetogramma honestalis
- Herpetogramma immundalis
- Herpetogramma infuscalis
- Herpetogramma inhonestalis
- Herpetogramma ipomoealis
- Herpetogramma jumboalis
- Herpetogramma licarsisalis
- Herpetogramma luctuosalis
- Herpetogramma lycialis
- Herpetogramma magistralis
- Herpetogramma magna
- Herpetogramma moderatalis
- Herpetogramma mutualis
- Herpetogramma neloalis
- Herpetogramma nictoalis
- Herpetogramma nigricornalis
- Herpetogramma obscurior
- Herpetogramma ochrimaculalis
- Herpetogramma ochrotinctalis
- Herpetogramma oemealis
- Herpetogramma okamotoi
- Herpetogramma otreusalis
- Herpetogramma patagialis
- Herpetogramma pertextalis
- Herpetogramma phaeopteralis
- Herpetogramma pharaxalis
- Herpetogramma philealis
- Herpetogramma phthorosticta
- Herpetogramma plebejalis
- Herpetogramma pruinalis
- Herpetogramma pseudomagna
- Herpetogramma quinquelinealis
- Herpetogramma repetitalis
- Herpetogramma rudis
- Herpetogramma serotinalis
- Herpetogramma servalis
- Herpetogramma simplex
- Herpetogramma subaenescens
- Herpetogramma thesealis
- Herpetogramma theseusalis
- Herpetogramma thestealis
- Herpetogramma triarialis
- Herpetogramma verminalis
- Herpetogramma vestalis
- Herpetogramma zelleri